# Domènec Badia i Leblich
Domènec Badia i Leblich (Barcelona, 1766 / 1 d'abril 1767 - vora Damasc, 1818) fou un espia, arabista i aventurer català, conegut també com a Alí Bey ben Uthman al-Abbasí o Alí Bei l'Abbassí.
Badia fou un magnífic exemple d'un erudit de l'època il·lustrada que va mostrar una àmplia i sorprenent formació en coneixements molt diversos: era tan capaç d'aixecar un mapa d'una àrea geogràfica, com de descriure científicament aspectes de fauna i flora, de la vida social i religiosa, de la música, de la geologia, l'arquitectura, l'arqueologia o les tècniques militars.
La seva obra principal fou Voyages d'Ali-Bey el Abbasi en Afrique et en Asie pendant les années 1803, 1804, 1805, 1806 et 1807, editada a París el 1814.

## Biografia
Domènec Badia va nàixer el 1767 a Barcelona al si d'una família benestant del carrer de la Palma de Sant Just. El seu pare, Pere Badia, era secretari del governador. Va ser batejat a la catedral de la capital comtal. Als 14 anys, ja ocupava un lloc de funcionari a Granada i poc després apareix com a comptador de Guerra amb honors de comissari, però resultava evident que un esperit tan conreat no es resignaria a passar els millors anys de la seva vida darrere un escriptori. El 1791 es casa amb Maria Berruezo, Mariquita, de la qual no se separarà excepte en les seves aventures i viatges. El 1793, amb 26 anys, Carles IV el va nomenar administrador de tabacs de Còrdova.

## El projecte de Godoy
Domènec Badia coneix Simón de Rojas Clemente, botànic i orientalista apassionat com ell i el convenç per participar en un projecte cientificobotànic pel nord d'Àfrica.
D´aquesta època es coneix la traducció feta al castellà per Badia de l'obra " Diccionario de las maravillas de la naturaleza" de Joseph- Aignan Sigaud De La Fond.
El 7 d'abril de 1801, Badia presenta a Manuel Godoy, primer ministre de Carles IV d'Espanya, el projecte en el qual ha treballat amb Simón de Rojas. Godoy es va sentir atret pel projecte, perquè ja preveia que l'Imperi espanyol a Amèrica acabaria per esfondrar-se i que calia buscar territoris nous i més pròxims sobre els quals estendre el domini espanyol. Àfrica quedava, en ordre de proximitat, en primer lloc. Així que Godoy, quan va examinar detingudament el projecte de Badia, es va limitar a reconduir-lo en interès de l'estat. El viatge havia de tenir un interès diplomàtic i comercial, i s'havia d'efectuar amb Badia vestit amb robes musulmanes.
Badia i Simón de Rojas van abandonar Madrid primer per fer-se la circumcisió a Londres i després lluint luxosos vestits àrabs. Ignorava Simón de Rojas que Godoy havia prohibit que acompanyés Badia, ja que no era en absolut l'aventurer que es requeria per a l'operació. Badia se'l va treure del damunt avançant el viatge al Marroc i va creuar l'estret de Gibraltar el 25 de maig de 1803. No obstant això, en aquests viatges, Simón de Rojas va recollir i classificar nou volums d'herbaris i, en tornar a Espanya, els diposità al jardí Botànic.
Els fruits d'aquesta operació no foren de cap manera els esperats per l'estat, però entre el 1803 i el 1808 Badia va viatjar pel Magrib i l'Orient Mitjà interessant-se per coneixements de disciplines tan diverses com ara la religió, la botànica, la fauna, les societats locals.
En la correspondència que van encreuar ambdós, utilitzaven els seus noms musulmans. A l'efecte de l'operació, Badia va passar a ser Alí Bey l'Abassi, príncep dels abàssides, fill d'Othman Bey, i per això havia falsificat documents i genealogies escrites en àrab antic en els quals es demostrava, de manera fefaent, el seu origen i llinatge sant: era descendent de l'oncle del profeta i, per tant, mereixia un tracte especial.
Segons afirma en les seves memòries, va instigar la rebel·lió de les tribus oposades al soldà i va crear les condicions objectives òptimes per a una intervenció espanyola. No obstant això, el pla de Godoy va fracassar per la por de Carles IV, que no volia saber res de nous problemes i intervencions militars. Preocupat sols per les seves caceres, eludia afrontar qualsevol problema d'estat. Godoy va escriure a Badia cancel·lant el projecte i aquest va començar a operar pel seu compte. Va demanar autorització al soldà per a desplaçar-se a la Meca, i aquest el va acomiadar amb llàgrimes als ulls.

## Viatge a la Meca
Mesos després, arriba al pati del temple a la Meca i besa la pedra negra de la ka'ba, portada per l'arcàngel Gabriel. Va fer sis voltes a l'entorn seu i va tornar l'endemà a fer-ne set més. El relat del viatge prossegueix per altres horitzons. Damasc, El Caire, Constantinoble, Terra Santa. Cal entendre la dificultat que aquestes travessies suposen i no oblidar que Domènec Badia Leblich va ser el primer europeu que va anar a la Meca, veient i besant la pedra negra de la ka'ba.
Per la correspondència que va mantenir amb Godoy, es coneixen les seves pretensions sobre l'Imperi marroquí. Sembla que va intentar assumir la corona mitjançant un cop d'estat que fou descobert. Entre 1806 i 1814, alguns membres de l'orde del Sant Sepulcre de Jerusalem havien constatat la difícil situació en què es trobaven els religiosos que ocupaven tasques missioneres a Terra Santa. Els turcs els exigien cada vegada tributs més grans i existia un ambient generalitzat de menyspreu i marginació dels cristians del lloc. Entre els patricis que van denunciar aquesta situació, figuren el comte de Chateaubriand i el mateix Alí Bei, exercint, per aquesta ocasió, de Domènec Badia. Chateaubriand i Badia van arribar a conèixer-se. En el seu Itinerari de París a Jerusalem, el famós escriptor francès esmenta un ric turc, viatger i astrònom anomenat Alí Bei l'Abassi.
Badia es va presentar a Jerusalem el 28 de gener de 1807 a la porta del convent dels frares Menors; va poder entrevistar-se amb fra Ramírez de Arellano, natural d'Ocaña, que li va preparar una visita amb el procurador de l'orde. Les indagacions de Badia li van fer tenir una visió de la situació dels cristians a Terra Santa i en particular de l'orde del Sant Sepulcre, i proposà en els seus articles la defensa dels Sants Llocs.
El 9 de maig de 1808 va anar a veure Carles IV a Baiona. Una setmana abans, havien ocorregut els luctuosos successos de la insurrecció popular madrilenya contra les tropes napoleòniques. Alí Bei tornava a ser Domènec Badia. Badia es va posar al seu servei per a qualsevol gestió i fins i tot acompanyar-lo a l'exili. Carles IV va preferir dissuadir-lo de seguir la seva sort; es va limitar a dir-li que "Espanya ha passat al domini de França per un tractat" i li va recomanar que aquells brillants projectes els anés a exposar a l'emperador.

## Retorn a Espanya
De retorn a Espanya l'octubre de 1809, Josep Bonaparte el va designar intendent general de la província de Segòvia. El perfil funcionarial de Badia en aquells anys respon al d'afrancesat i francmaçó. Ocuparà càrrecs de rellevància, després del seu trànsit per Segòvia, a Còrdova 1810, Lucena i Écija. El 13 de juny de 1811 és cridat a Madrid després del seu enfrontament amb el mariscal Soult i el comte de Montarco, comissari regi per Andalusia. Queda constància d'aquest trasllat en una notícia d'El correo de Cordoba, en què s'explicita que "ha estat cridat a una destinació més important". Aquesta destinació era la prefectura de València, càrrec del qual no va arribar a prendre possessió.
El 1813 Badia va emprendre la fugida a França amb Josep Bonaparte. Exiliat a França, va publicar un llibre amb la descripció dels seus viatges: Voyages d'Ali Bey El Abbassi en Afrique et en Asie pendant les années 1803, 1804, 1805, 1806 et 1807 (París, 1814), que va ser traduït a molts idiomes. Les seves descripcions són tan polifacètiques com ho era ell mateix. Descriuen les relacions socials, econòmiques, culturals i religioses, però també en descriu les principals ciutats, la flora i la fauna.

## Relació del primer viatge
Viajes de Ali Bey el Abbassi (Don Domingo Badía y Leblich) por África y Asia durante los años 1803, 1804, 1805, 1806 y 1807
- Volum 1.[15]
- Volum 2.[16]
- Volum 3.[17]

## Segon viatge
Amb la caiguda de Napoleó Bonaparte i la pujada al tron de Lluís XVIII de França, aquest va requerir la col·laboració de Domènec Badia com a agent colonial al servei de França. Poques setmanes després, partia per al seu segon viatge a Orient. El rei li va atorgar el grau de mariscal de camp. La seva missió en partir el 1817 de París era secreta. Les seves credencials no anaven a nom d'Alí Bei, sinó del pare d'aquest, Otman Bey, i va morir a prop de Damasc el 1818.
El comte polonés Wacław Seweryn Rzewuski va ser present a la mort de Domènec Badia i ho va explicar en el seu manuscrit principal "Impressions d'Orient et d'Arabie", escrit en francès, que romangué inèdit fins al 2002.
Els seus viatges van ser llegits a tot Europa i van promoure la curiositat per la cultura islàmica. Va ser admirat, tot i que amb reserves, per sir Richard Francis Burton, que realitzà una proesa similar, i per Alexander von Humboldt.